# Synandromyces geniculatus
Synandromyces geniculatus är en svampart som beskrevs av Thaxt. 1912. Synandromyces geniculatus ingår i släktet Synandromyces och familjen Laboulbeniaceae.   Inga underarter finns listade i Catalogue of Life.